# Hønefoss Ballklubb 2014
Questa voce raccoglie le informazioni riguardanti l'Hønefoss Ballklubb nelle competizioni ufficiali della stagione 2014.

## Stagione
L'Hønefoss, retrocesso dall'Eliteserien al termine del campionato 2013, si è ritrovato ad affrontare la stagione in 1. divisjon. Il precedente allenatore, Leif Gunnar Smerud, ha lasciato il club alla fine della stessa stagione ed è stato sostituito da Roar Johansen. Il 5 giugno 2014, Johansen è stato esonerato per via dei cattivi risultati conseguiti e a causa dei problemi di cooperazione con lo staff tecnico. Il giorno stesso, Rune Skarsfjord è diventato il nuovo allenatore, con Frode Lafton come assistente.
L'Hønefoss ha chiuso la stagione all'11º posto in classifica, mentre l'avventura nel Norgesmesterskapet 2014 è terminata al secondo turno della competizione, con l'eliminazione per mano del Grorud, formazione militante nella 2. divisjon.

## Maglie e sponsor
Lo sponsor tecnico per la stagione 2014 è stato Legea, mentre lo sponsor ufficiale è stato Leiv Viclar. La divisa casalinga era composta da una maglietta bianca con inserti verti, pantaloncini neri e calzettoni bianchi. Quella da trasferta era invece totalmente nera, con inserti bianchi.
| Casa | Trasferta |

## Rosa
| N. |                       | Ruolo | Calciatore              |
| -- | --------------------- | ----- | ----------------------- |
| 1  | Polonia (bandiera)    | P     | Łukasz Jarosiński       |
| 3  | Danimarca (bandiera)  | D     | Henrik Kildentoft       |
| 4  | Norvegia (bandiera)   | D     | Sigurd Svendsen         |
| 5  | Norvegia (bandiera)   | D     | Aleksander Solli        |
| 6  | Islanda (bandiera)    | D     | Kristján Örn Sigurðsson |
| 7  | Norvegia (bandiera)   | C     | Christian Aas           |
| 8  | Montenegro (bandiera) | C     | Andrija Kaludjerović    |
| 9  | Norvegia (bandiera)   | C     | Mats André Kaland       |
| 10 | Finlandia (bandiera)  | A     | Roope Riski             |
| 11 | Norvegia (bandiera)   | A     | Øyvind Hoås             |
| 13 | Finlandia (bandiera)  | C     | Toni Kolehmainen        |
| 14 | Norvegia (bandiera)   | A     | Kristoffer Larsen       |
| 16 | Norvegia (bandiera)   | C     | Martin Thomassen        |
| 17 | Norvegia (bandiera)   | A     | Ole Petter Berget       |

| N. |                           | Ruolo | Calciatore         |
| -- | ------------------------- | ----- | ------------------ |
| 19 | Norvegia (bandiera)       | C     | Kamer Qaka         |
| 20 | Senegal (bandiera)        | D     | Abdoulaye Seck     |
| 22 | Albania (bandiera)        | D     | Durim Muqkurtaj    |
| 23 | Norvegia (bandiera)       | D     | Alexander Groven   |
| 25 | Norvegia (bandiera)       | P     | Alexander Pedersen |
| 26 | Norvegia (bandiera)       | D     | Morten Hæstad      |
| 27 | Costa d'Avorio (bandiera) | A     | Kevin Beugré       |
| 28 | Norvegia (bandiera)       | D     | Martin Nygaard     |
| 31 | Norvegia (bandiera)       | D     | Per Gunnar Hval    |
| 32 | Norvegia (bandiera)       | D     | Didrik Fredriksen  |
| 34 | Norvegia (bandiera)       | A     | Kristian Piippo    |
| 69 | Francia (bandiera)        | D     | Loïc Abenzoar      |
| 70 | Montenegro (bandiera)     | C     | Vasko Kalezić      |

## Calciomercato

### Sessione invernale(dal 01/01 al 31/03)
| Arrivi | Arrivi               | Arrivi         | Arrivi        |
| R.     | Nome                 | da             | Modalità      |
| ------ | -------------------- | -------------- | ------------- |
| P      | Łukasz Jarosiński    | Alta           | definitivo    |
| D      | Morten Hæstad        |                | svincolato    |
| D      | Henrik Kildentoft    | Haugesund      | prestito      |
| C      | Christian Aas        |                | svincolato    |
| C      | Vasko Kalezić        | Zabjelo        | definitivo    |
| C      | Andrija Kaludjerović | Rudar Pljevlja | definitivo    |
| C      | Kamer Qaka           | Raufoss        | definitivo    |
| A      | Kevin Beugré         | Mjøndalen      | fine prestito |
| A      | Roope Riski          | Cesena         | definitivo    |

| Partenze | Partenze                   | Partenze      | Partenze      |
| R.       | Nome                       | a             | Modalità      |
| -------- | -------------------------- | ------------- | ------------- |
| P        | Steven Clark               |               | svincolato    |
| P        | Magnus Hjulstad            |               | svincolato    |
| P        | Lars Sutterud              |               | svincolato    |
| D        | Arnór Sveinn Aðalsteinsson |               | svincolato    |
| D        | Kevin Larsen               |               | svincolato    |
| D        | Martin Nygaard             | Birkebeineren | prestito      |
| D        | Simon Larsen               | Vålerenga     | fine prestito |
| C        | Helge Haugen               |               | svincolato    |
| C        | Tor Øyvind Hovda           |               | svincolato    |
| C        | Erik Midtgarden            |               | svincolato    |
| C        | Mikkel Vendelbo            | Holstein Kiel | definitivo    |
| A        | Kenneth Di Vita Jensen     |               | svincolato    |
| A        | Alexander Mathisen         |               | svincolato    |
| A        | Remond Mendy               |               | svincolato    |
| A        | Riku Riski                 | Rosenborg     | definitivo    |

### Sessione estiva(dal 15/07 al 15/08)
| Arrivi | Arrivi            | Arrivi        | Arrivi        |
| R.     | Nome              | da            | Modalità      |
| ------ | ----------------- | ------------- | ------------- |
| D      | Loïc Abenzoar     |               | svincolato    |
| D      | Henrik Kildentoft | Haugesund     | definitivo    |
| D      | Martin Nygaard    | Birkebeineren | fine prestito |
| D      | Abdoulaye Seck    | Diambars      | prestito      |
| A      | Kristoffer Larsen | Brann         | prestito      |

| Partenze         | Partenze          | Partenze   | Partenze      |
| R.               | Nome              | a          | Modalità      |
| ---------------- | ----------------- | ---------- | ------------- |
| A                | Ole Petter Berget | Gjøvik-Lyn | prestito      |
| Altre operazioni |                   |            |               |
| R.               | Nome              | da         | Modalità      |
| D                | Henrik Kildentoft | Haugesund  | fine prestito |

## Risultati

### 1. divisjon

#### Girone di andata
| Arbitro: | Steen |

|                                   |           |                                       |
| Aalbu 5’, 23’, 49’ Pellegrino 10’ | Marcatori | 31’ Kaland 59’ Riski 88’ (rig.) Solli |

| Arbitro: | Ahlsen |

|           |           |                     |
| Riski 90’ | Marcatori | 51’ Semb Aasmundsen |

| Arbitro: | Hansen (Feda) |

|           |           |                                                        |
| Riski 30’ | Marcatori | 18’ J. Johansen 32’ (rig.) Kind Bendiksen 51’ Ondrášek |

| Arbitro: | Smehus Kringstad |

|  |           |                  |
|  | Marcatori | 71’ (rig.) Solli |

| Hønefoss 1º maggio 2014, ore 18:00 5ª giornata | Hønefoss  | 2 – 1 referto | Nest-Sotra | AKA Arena (1.382 spett.) |
| \| \| \| \| \| \| Marcatori \| 55’ Næss \|     |           |               |            |                          |
|                                                |           |               |            |                          |
|                                                | Marcatori | 55’ Næss      |            |                          |

| Arbitro: | Steen |

|                         |           |         |
| Mendy 6’, 26’, 47’, 51’ | Marcatori | 78’ Aas |

| Arbitro: | Hansen (Feda) |

|                |           |                                              |
| Riski 35’, 65’ | Marcatori | 6’ Kirkevold 62’ Amankwah 79’ Normann Hansen |

| Ulsteinvik 16 maggio 2014, ore 18:00 8ª giornata | Hødd   | 0 – 0 referto | Hønefoss | Høddvoll Stadion (1.687 spett.)\| Arbitro: \| Haugen \| |
| Arbitro:                                         | Haugen |               |          |                                                         |

| Arbitro: | Moen |

|                |           |  |
| Riski 60’, 71’ | Marcatori |  |

| Arbitro: | Gjermshus |

|                          |           |  |
| 22’ Sega Ngom 55’ Ertsås | Marcatori |  |

| Hønefoss 29 maggio 2014, ore 18:00 11ª giornata                   | Hønefoss  | 1 – 2 referto    | Bryne | AKA Arena (1.311 spett.) |
| \| \| \| \| \| Sigurðsson 30’ \| Marcatori \| 56’, 65’ Khalili \| |           |                  |       |                          |
|                                                                   |           |                  |       |                          |
| Sigurðsson 30’                                                    | Marcatori | 56’, 65’ Khalili |       |                          |

| Arbitro: | Steen |

|                                             |           |  |
| Martinsen 25’ Olsen 35’, 65’, 81’ Begby 72’ | Marcatori |  |

| Arbitro: | Berntsen (Vang) |

|                                |           |  |
| Riski 23’, 29’ Beugré 75’, 86’ | Marcatori |  |

| Arbitro: | Lundby (Bøverbru) |

|                                                                                      |           |  |
| Schulze 52’ Sigurðsson 54’ (aut.) Amundsen 60’ Svendsen 69’ (aut.) Agwuocha 82’, 87’ | Marcatori |  |

| Arbitro: | Haugen |

|                      |           |                 |
| Riski 44’ Kaland 50’ | Marcatori | 33’ Reginiussen |

#### Girone di ritorno
| Arbitro: | Smehus Kringstad |

|  |           |                  |
|  | Marcatori | 68’ (rig.) Riski |

| Arbitro: | Hansen (Feda) |

|          |           |  |
| Hoås 15’ | Marcatori |  |

| Arbitro: | Steen |

|                                  |           |                    |
| Landro 1’ Skartun 50’ Tveita 88’ | Marcatori | 6’ Hæstad 59’ Hoås |

| Arbitro: | Moen |

|            |           |  |
| Larsen 73’ | Marcatori |  |

| Arbitro: | Hagenes |

|                                                           |           |  |
| Diomande 22’, 58’ Sigurðsson 90’ (aut.) Sylling Olsen 90’ | Marcatori |  |

| Arbitro: | Steen |

|  |           |             |
|  | Marcatori | 15’ Sansara |

| Arbitro: | Moen |

|              |           |          |
| Ondrášek 74’ | Marcatori | 40’ Seck |

| Hønefoss 31 agosto 2014, ore 18:00 23ª giornata                   | Hønefoss  | 2 – 1 referto | Bærum | AKA Arena (1.591 spett.) |
| \| \| \| \| \| Hæstad 21’ Riski 37’ \| Marcatori \| 9’ Warshaw \| |           |               |       |                          |
|                                                                   |           |               |       |                          |
| Hæstad 21’ Riski 37’                                              | Marcatori | 9’ Warshaw    |       |                          |

| Arbitro: | Ahlsen |

|               |           |                                                        |
| Ingelstad 56’ | Marcatori | 37’ Abenzoar 69’ Hoås 76’ (rig.) Larsen 80’ Kildentoft |

| Arbitro: | Gjermshus |

|                                                    |           |           |
| Bye 2’ Voll 57’ Løkberg 83’ Reginiussen 86’ (rig.) | Marcatori | 9’ Groven |

| Arbitro: | Hagenes |

|           |           |                                  |
| Larsen 7’ | Marcatori | 32’, 43’, 87’ Shroot 81’ Standal |

| Arbitro: | Hauge |

|                          |           |                            |
| Kjæve 42’ V. Lysvoll 85’ | Marcatori | 31’, 45’ Larsen 63’ Groven |

| Arbitro: | Gya |

|                                      |           |                               |
| Seck 5’ Hæstad 16’ Larsen 28’ (rig.) | Marcatori | 11’ Hamutenya 43’ Moen Hansen |

| Sandefjord 26 ottobre 2014, ore 13:00 29ª giornata | Sandefjord          | 0 – 0 referto | Hønefoss | Komplett.no Arena (2.386 spett.)\| Arbitro: \| M. Smehus Kringstad \| |
| Arbitro:                                           | M. Smehus Kringstad |               |          |                                                                       |

| Arbitro: | Berntsen (Vang) |

|            |           |  |
| Beugré 68’ | Marcatori |  |

### Norgesmesterskapet
| Åmot 24 aprile 2014, ore 18:00 Primo turno                  | Modum     | 0 – 3 referto             | Hønefoss | Åmot Stadion |
| \| \| \| \| \| \| Marcatori \| 28’, 42’ Solli 41’ Beugré \| |           |                           |          |              |
|                                                             |           |                           |          |              |
|                                                             | Marcatori | 28’, 42’ Solli 41’ Beugré |          |              |

| Hønefoss 7 maggio 2014, ore 18:00 Secondo turno                     | Hønefoss  | 1 – 2 referto          | Grorud | AKA Arena (270 spett.) |
| \| \| \| \| \| Hæstad 62’ \| Marcatori \| 12’ Bunæs 87’ Akinyemi \| |           |                        |        |                        |
|                                                                     |           |                        |        |                        |
| Hæstad 62’                                                          | Marcatori | 12’ Bunæs 87’ Akinyemi |        |                        |

## Statistiche

### Statistiche di squadra
| Competizione       | Punti | In casa | In casa | In casa | In casa | In casa | In casa | In trasferta | In trasferta | In trasferta | In trasferta | In trasferta | In trasferta | Totale | Totale | Totale | Totale | Totale | Totale | DR  |
| Competizione       | Punti | G       | V       | N       | P       | Gf      | Gs      | G            | V            | N            | P            | Gf           | Gs           | G      | V      | N      | P      | Gf     | Gs     | DR  |
| ------------------ | ----- | ------- | ------- | ------- | ------- | ------- | ------- | ------------ | ------------ | ------------ | ------------ | ------------ | ------------ | ------ | ------ | ------ | ------ | ------ | ------ | --- |
| 1. divisjon        | 40    | 15      | 8       | 1       | 6       | 22      | 19      | 15           | 4            | 3            | 8            | 17           | 36           | 30     | 12     | 4      | 14     | 39     | 55     | -16 |
| Norgesmesterskapet | -     | 1       | 0       | 0       | 1       | 1       | 2       | 1            | 1            | 0            | 0            | 3            | 0            | 2      | 1      | 0      | 1      | 4      | 1      | +3  |
| Totale             | -     | 16      | 8       | 1       | 7       | 23      | 21      | 16           | 5            | 3            | 8            | 20           | 36           | 32     | 13     | 4      | 15     | 43     | 56     | -13 |

### Andamento in campionato
| Giornata  | 1 | 2 | 3 | 4 | 5 | 6 | 7 | 8 | 9 | 10 | 11 | 12 | 13 | 14 | 15 | 16 | 17 | 18 | 19 | 20 | 21 | 22 | 23 | 24 | 25 | 26 | 27 | 28 | 29 | 30 |
| --------- | - | - | - | - | - | - | - | - | - | -- | -- | -- | -- | -- | -- | -- | -- | -- | -- | -- | -- | -- | -- | -- | -- | -- | -- | -- | -- | -- |
| Luogo     | T | C | C | T | C | T | C | T | C | T  | C  | T  | C  | T  | C  | T  | C  | T  | C  | T  | C  | T  | C  | T  | T  | C  | T  | C  | T  | C  |
| Risultato | P | N | P | V | P | P | P | N | V | P  | P  | P  | V  | P  | V  | V  | V  | P  | V  | P  | P  | N  | V  | V  | P  | P  | V  | V  | N  | V  |
| Posizione |   |   |   |   |   |   |   |   |   |    |    |    |    |    |    |    |    |    |    |    |    |    |    |    |    |    |    |    |    | 11 |

Fonte:  1. divisjon 2014, su altomfotball.no, Altomfotball.
Legenda:

Luogo: C = Casa; T = Trasferta. Risultato: V = Vittoria; N = Pareggio; P = Sconfitta.

### Statistiche dei giocatori
| Giocatore               | 1. divisjon | 1. divisjon | 1. divisjon | 1. divisjon | Norgesmesterskapet | Norgesmesterskapet | Norgesmesterskapet | Norgesmesterskapet | Coppe europee | Coppe europee | Coppe europee | Coppe europee | Altre coppe | Altre coppe | Altre coppe | Altre coppe | Totale   | Totale | Totale      | Totale     |
| Giocatore               | Presenze    | Reti        | Ammonizioni | Espulsioni  | Presenze           | Reti               | Ammonizioni        | Espulsioni         | Presenze      | Reti          | Ammonizioni   | Espulsioni    | Presenze    | Reti        | Ammonizioni | Espulsioni  | Presenze | Reti   | Ammonizioni | Espulsioni |
| ----------------------- | ----------- | ----------- | ----------- | ----------- | ------------------ | ------------------ | ------------------ | ------------------ | ------------- | ------------- | ------------- | ------------- | ----------- | ----------- | ----------- | ----------- | -------- | ------ | ----------- | ---------- |
| C. Aas                  | 24          | 1           | 3           | 0           | 1                  | 0                  | 0                  | 0                  |               |               |               |               |             |             |             |             | 25       | 1      | 3           | 0          |
| L. Abenzoar             | 12          | 1           | 3           | 1           | -                  | -                  | -                  | -                  |               |               |               |               |             |             |             |             | 12       | 1      | 3           | 1          |
| O. Berget               | 10          | 0           | 1           | 0           | 2                  | 0                  | 0                  | 0                  |               |               |               |               |             |             |             |             | 12       | 0      | 1           | 0          |
| K. Beugré               | 18          | 3           | 0           | 0           | 1                  | 1                  | 0                  | 0                  |               |               |               |               |             |             |             |             | 19       | 4      | 0           | 0          |
| D. Bjørnstad Fredriksen | 0           | 0           | 0           | 0           | 1                  | 0                  | 0                  | 0                  |               |               |               |               |             |             |             |             | 1        | 0      | 0           | 0          |
| Ł. Jarosiński           | 21          | -38         | 2           | 0           | 1                  | -2                 | 0                  | 0                  |               |               |               |               |             |             |             |             | 22       | -40    | 2           | 0          |
| A. Groven               | 18          | 2           | 1           | 0           | 0                  | 0                  | 0                  | 0                  |               |               |               |               |             |             |             |             | 18       | 2      | 1           | 0          |
| M. Hæstad               | 24          | 3           | 8           | 0           | 2                  | 1                  | 0                  | 0                  |               |               |               |               |             |             |             |             | 26       | 4      | 8           | 0          |
| Ø. Hoås                 | 18          | 3           | 3           | 0           | 1                  | 0                  | 0                  | 0                  |               |               |               |               |             |             |             |             | 19       | 3      | 3           | 0          |
| P. Hval                 | 0           | 0           | 0           | 0           | 1                  | 0                  | 0                  | 0                  |               |               |               |               |             |             |             |             | 1        | 0      | 0           | 0          |
| M. Kaland               | 26          | 2           | 1           | 0           | 1                  | 0                  | 0                  | 0                  |               |               |               |               |             |             |             |             | 27       | 2      | 1           | 0          |
| V. Kalezić              | 14          | 0           | 0           | 0           | 2                  | 0                  | 0                  | 0                  |               |               |               |               |             |             |             |             | 16       | 0      | 0           | 0          |
| A. Kaludjerović         | 20          | 0           | 6           | 0           | 0                  | 0                  | 0                  | 0                  |               |               |               |               |             |             |             |             | 20       | 0      | 6           | 0          |
| H. Kildentoft           | 23          | 1           | 5           | 0           | 2                  | 0                  | 0                  | 0                  |               |               |               |               |             |             |             |             | 25       | 1      | 5           | 0          |
| T. Kolehmainen          | 22          | 0           | 5           | 0           | 1                  | 0                  | 1                  | 0                  |               |               |               |               |             |             |             |             | 23       | 0      | 6           | 0          |
| K. Larsen               | 13          | 6           | 1           | 0           | -                  | -                  | -                  | -                  |               |               |               |               |             |             |             |             | 13       | 6      | 1           | 0          |
| D. Muqkurtaj            | 10          | 0           | 1           | 0           | 2                  | 0                  | 1                  | 0                  |               |               |               |               |             |             |             |             | 12       | 0      | 2           | 0          |
| A. Pedersen             | 9           | -17         | 0           | 0           | 1                  | -0                 | 1                  | 0                  |               |               |               |               |             |             |             |             | 10       | -17    | 1           | 0          |
| K. Qaka                 | 12          | 0           | 1           | 0           | 2                  | 0                  | 0                  | 0                  |               |               |               |               |             |             |             |             | 14       | 0      | 1           | 0          |
| R. Riski                | 23          | 12          | 6           | 1           | 0                  | 0                  | 0                  | 0                  |               |               |               |               |             |             |             |             | 23       | 12     | 6           | 1          |
| K. Sigurðsson           | 27          | 1           | 3           | 0           | 0                  | 0                  | 0                  | 0                  |               |               |               |               |             |             |             |             | 27       | 1      | 3           | 0          |
| A. Seck                 | 11          | 2           | 3           | 0           | -                  | -                  | -                  | -                  |               |               |               |               |             |             |             |             | 11       | 2      | 3           | 0          |
| A. Solli                | 15          | 2           | 1           | 0           | 1                  | 2                  | 0                  | 0                  |               |               |               |               |             |             |             |             | 16       | 4      | 1           | 0          |
| M. Sørlie Nygaard       | 0           | 0           | 0           | 0           | 0                  | 0                  | 0                  | 0                  |               |               |               |               |             |             |             |             | 0        | 0      | 0           | 0          |
| K. Svalestuen Piippo    | 3           | 0           | 0           | 0           | 2                  | 0                  | 1                  | 0                  |               |               |               |               |             |             |             |             | 5        | 0      | 1           | 0          |
| S. Svendsen             | 17          | 0           | 1           | 0           | 2                  | 0                  | 0                  | 0                  |               |               |               |               |             |             |             |             | 19       | 0      | 1           | 0          |
| M. Thomassen            | 17          | 0           | 0           | 0           | 2                  | 0                  | 0                  | 0                  |               |               |               |               |             |             |             |             | 19       | 0      | 0           | 0          |